# Anzoátegui (ort)
Anzoátegui är en ort i Colombia.   Den ligger i departementet Tolima, i den centrala delen av landet, 110 km väster om huvudstaden Bogotá. Anzoátegui ligger 1 954 meter över havet och antalet invånare är 2 229.
Terrängen runt Anzoátegui är kuperad åt sydost, men åt nordväst är den bergig. Terrängen runt Anzoátegui sluttar österut. Runt Anzoátegui är det ganska glesbefolkat, med 28 invånare per kvadratkilometer. Anzoátegui är det största samhället i trakten. Omgivningarna runt Anzoátegui är en mosaik av jordbruksmark och naturlig växtlighet.